# Дергино
Де́ргино — деревня в центральной части Торопецкого района Тверской области. Входит в состав Подгородненского сельского поселения.

## География
Деревня расположена в 4 км (по автодороге — 5 км) к северо-западу от районного центра Торопец. К западной части Дергино примыкает деревня Цветки.

## Этимология
Название деревни происходит от мужского личного имени Дергай, или Дерга, что значит «человек, который дёргается, кривляется».

## История
На топографической трёхвёрстной карте Федора Шуберта 1871 года деревня значится как сельцо Дергино.

## Торопецкий «ПНИ»
С 1996 года в Дергино находится Государственное Бюджетное Учреждение — Торопецкий Психоневрологический Интернат.

## Население
| 2010 |
| ---- |
| 203  |